# جيم كينكيد
جيم كينكيد (بالإنجليزية: Jim Kincaid) هو لاعب كرة قدم أمريكية ولاعب كرة قدم كندية أمريكي، ولد في 11 أغسطس 1930 في أنستيد في الولايات المتحدة، وتوفي في 25 سبتمبر 2014 في غولدزبورو في الولايات المتحدة.

## وصلات خارجية
- جيم كينكيد على موقع مرجع كرة القدم المحترفة.كوم (الإنجليزية)
- جيم كينكيد على موقع JustSportsStats.com (الإنجليزية)